# Iván Mescherski
Iván Vsévolodovich Mescherski (en ruso: Ива́н Все́володович Меще́рский) (1859-1935) fue un matemático ruso que obtuvo fama por su trabajo en mecánica, especialmente en el movimiento de cuerpos de masa variable.

## Biografía
Ivan Vsevolodovich nació en la ciudad de Arcángel (Rusia), en el seno de una familia de escasos recursos económicos. En 1878 se incorporó al departamento de matemática física y matemáticas de la Universidad de San Petersburgo, durante el apogeo de la escuela matemática establecida por Chebyshev (1821-1894).
Se graduó en 1882 y empezó a prepararse para un puesto de profesor. Desde ese momento, inició un período de más de medio siglo de actividades de investigación y enseñanza. En 1891, obtuvo la cátedra de mecánica en la Universidad para Mujeres de San Petersburgo, que mantuvo hasta 1919, antes de la fusión de estos cursos con la Universidad. En 1897 Mescherski defendió con éxito su tesis en la Universidad de San Petersburgo sobre "Dinámica de un punto de masa variable", obteniendo la maestría en Matemáticas Aplicadas.
En 1902 fue nombrado director de departamento del Instituto Politécnico de San Petersburgo. Además de su contribución científica a la mecánica teórica, es especialmente destacable su labor pedagógica de 25 años en la Universidad de San Petersburgo y de 33 años en el Instituto Politécnico, formando a través de los años a miles de profesionales. Muchos de sus alumnos se convirtieron en prominentes científicos, como el académico Alekséi Krylov (1863-1945), o el profesor Guri Kolosov (1867-1936).
Ampliamente conocido en el campo de la mecánica teórica, su "Colección de problemas de mecánica teórica" (primera edición en 1914), que con 51 ediciones (a finales de 2012) se sigue utilizando como libro de texto no solo en instituciones de educación superior de la antigua URSS, sino también en algunos países extranjeros. 
Mescherski es el autor de una serie de obras sobre mecánica general, pero la más conocida es la dedicada a sus investigaciones sobre la dinámica de masas puntuales variables. Su obra "Dinámica de un punto de masa variable" (1897) se convirtió en una referencia fundamental en el estudio de este tipo de problemas (como por ejemplo, el caso de los misiles en movimiento ascendente, el movimiento vertical de globos aerostáticos, el movimiento de puntos de masa variable bajo la acción de fuerzas centrales, o el movimiento de los cometas).
La gran importancia práctica de sus investigaciones se puso de manifiesto tras el final de la Segunda Guerra Mundial, cuando comenzó la exploración espacial. Sobre la base de su trabajo, muchos científicos soviéticos y extranjeros pudieron desarrollar las cuestiones básicas de la dinámica de los sistemas de estructura variable sometidos a solicitaciones arbitrarias. Los avances tecnológicos en el campo de la propulsión a chorro demostraron la perspicacia y la profundidad de sus desarrollos teóricos. Sus investigaciones en este campo han sido la base teórica de la dinámica de los cohetes modernos. Su nombre está indisolublemente unido al de uno de los fundadores de los fundamentos científicos de la astronáutica, Konstantín Tsiolkovski (1857-1935).

## Reconocimientos
- Por sus logros sobresalientes en el campo de la ciencia Mescherski fue galardonado en 1928 con el título de Trabajador Emérito de la Ciencia.
- El cráter lunar Meshcherskiy lleva este nombre en su memoria.[1]